# Intransigeants
Ne doit pas être confondu avec l'intransigeantisme, une idéologie catholique intégriste
Les Intransigeants ou en forme longue les Intransigeants de Londres et Paris (en italien : Gli Intransigenti di Londra e Parigi) est un groupe anarchiste individualiste et illégaliste fondé dans les années 1880 à Paris. Réunissant au départ des militants anarchistes italiens en Europe de l'Ouest, parmi lesquels on trouve Vittorio Pini ou Luigi Parmeggiani (it), le groupe s'engage dans une série de vols et braquages en France et s'ouvre à des anarchistes français, comme Placide Schouppe ou Élise Pelgrom. Avec Clément Duval, les membres de ce groupe sont parmi les premiers à s'inscrire dans l'idéologie naissante de l'illégalisme et sont à l'origine d'un certain nombre de groupes illégalistes postérieurs. Par ailleurs, les membres publient aussi des textes, manifestes et se servent des profits de leurs vols et braquages pour financer des groupes, actions ou journaux anarchistes - fondant pour cela leur propre imprimerie.
Après l'arrestation de Pini, son procès le voit théoriser la reprise individuelle et donner un soutien philosophique à cette pratique en plus de revendiquer le caractère politique de tous ses braquages. Ce développement provoque d'intenses débats au sein du mouvement anarchiste en France et au Royaume-Uni, qui doit se positionner sur cette nouvelle pratique, certains groupes et militants acceptant cette méthode comme légitime, étant donné que cela permettrait de reprendre à la bourgeoisie une partie de ce qu'elle volerait au peuple tandis que d'autres comme Francesco Saverio Merlino la voient comme une pratique égoïste ou inutile, et soutiennent que le but des anarchistes doit être de généraliser la révolte au système entier et non pas d'engager une série de révoltes localisées et individuelles. De manière générale, ces débats sont des indicateurs de la distinction en cours entre anarchistes individualistes et anarchistes communistes, particulièrement marquée en France.
Parmeggiani, qui contrairement à Pini, utilise une partie significative de ses profits pour lui-même et non pas pour la cause anarchiste, continue ses vols et ses publications un certain temps, avant d'abandonner l'anarchisme quelques années plus tard. Bien que Pini soit arrêté et que Parmeggiani renonce à l'anarchisme, ils marquent le mouvement anarchiste de France de cette période par leur utilisation du banditisme révolutionnaire, qui se poursuit après eux jusqu'à la bande à Bonnot.

## Histoire

### Contexte
Au XIXe siècle, l'anarchisme naît et se constitue en Europe avant de se propager. Les anarchistes défendent la lutte contre toutes formes de domination perçues comme injustes, en premier lieu la domination économique, avec le développement du capitalisme. Ils sont particulièrement opposés à l'État, vu comme l'organisation permettant d'entériner ces dominations au travers de sa police, son armée et sa propagande.
Les militants anarchistes subissent une répression importante de la pouvoir des pouvoirs politiques en Europe occidentale dans les années 1870-1880. Cette répression provoque différentes dynamiques, un rapport traumatique à l'État français et de manière générale, une radicalisation des discours et pratiques anarchistes. De plus, le fait que d'autres pays que la France agissent similairement, comme l'Italie, provoque une mobilité importante des anarchistes ; qui se retrouvent à Genève, Londres ou Paris, entre autres. 
Les années 1880 voient le début d'une distinction entre deux tendances au sein de l'anarchisme, d'une part, les anarchistes individualistes, qui accordent moins d'importance au combat de masse et s'attachent davantage à la place de l'individu dans l'anarchisme tandis que les anarchistes communistes considèrent l'anarchisme comme une aspiration collective et donc devant être atteint de manière commune et organisée. Si cette distinction naissante ne doit pas être considérée comme une rupture nette pour autant, étant donné que les deux tendances sont très proches idéologiquement, que les militants peuvent évoluer d'une à l'autre et que les deux mouvances s'entraident, comme pendant l'Ère des attentats (1892-1894), elle explique une partie des perspectives idéologiques de cette période.

### Histoire du groupe

#### Fondation et premières actions
Le groupe des Intransigeants est fondé à Paris dans les années 1880 par des militants anarchistes italiens, parmi lesquels on compte Vittorio Pini, Luigi Parmeggiani (it), Alessandro Marroco, Caio Zavoli ou encore Giacomo Merlino,. Le groupe porte aussi les noms, entre autres, de groupe des « Introuvables » ou de groupe des « rebelles de Saint-Denis »,,.
Parmeggiani est à cette période une des figures du milieu anarchiste individualiste de Londres tandis que Pini rejoint Paris après être passé par Genève en vue d'échapper à une condamnation en Italie,. Rapidement après leur fondation, le groupe s'engage dans la reprise individuelle, c'est-à-dire le fait de voler les biens d'une cible pour les utiliser ou les redistribuer. Dans ce cadre, le groupe finance les activités de plusieurs groupes, actions et publications anarchistes avec les profits de ses vols,. Ainsi, alors qu'ils font plus de 500 000 francs de profits sur la période, Pini refuse de se nourrir en dépensant plus de vingt-cinq sous par jour. Parmi les journaux qu'ils financent, on trouve, en italien, Il Ciclone et Il Pugnale. Ils publient des pamphlets, comme une défense des victimes du massacre de Haymarket Square et de Clément Duval, Difesa degli anarchici di Chicago e di Duval ou en français, L'Indicateur anarchiste. Ils tiennent aussi une imprimerie, rue Bellefond, qui leur sert à publier leurs œuvres.
Les membres du groupe poignardent éventuellement un indicateur de la police italienne nommé Farina à Paris. Pendant ce temps, Pini acquiert une certaine célébrité et le début d'une légende autour de lui par ses nombreux vols et braquages, au point qu'il devient plus tard le prototype du « criminel-né » dans les théories racialistes de Cesare Lombroso. En 1888-1889, Placide Schouppe et Pini s'engagent dans une série importante de braquages ensemble et recèlent les biens volés à Londres grâce à Marroco. 

#### Conflits avec Cipriani et attentat de Mirandola
Lors de la publication de leur Manifesto degl’ anarchici in lingua italiana al popolo d’Italia, Pini et Parmeggiani s'attaquent violemment à la position tenue par Amilcare Cipriani en faveur d'un « syndicat des peuples latins » qui réunirait les Italiens et Français, entre autres, une manière pour Cipriani de lutter contre la politique anti-française de l'Italie à cette période. Cette position est vue avec beaucoup de rejet par les deux militants italiens, qui lui reprochent de tenir des positions nationalistes et opposent la révolution sociale à l'idée de patrie. Ils suggèrent qu'au lieu de rechercher simplement un syndicat des peuples « latins », Cipriani devrait à la place rechercher une association de travailleurs « latins » et « germaniques » à la fois pour lutter ensemble contre le capitalisme. Deux journaux socialistes italiens, Il sole dell’avvenire, tenu à Mirandola par le député socialiste Celso Ceretti (en) et La Giustizia, publié à Reggio par le député socialiste Camillo Prampolini répondent à ces attaques en accusant Pini et Parmeggiani d'être des indicateurs de la police et des agents provocateurs,. Cette accusation déplaît fortement aux membres du groupe, qui se rendent en Italie,. Là, le 13 février 1889, ils effectuent l'attentat de Mirandola, où ils essaient d'assassiner Ceretti en le poignardant, mais il survit,. Trois jours plus tard, ils sont à Reggio et disposés à agir quand ils sont identifiés par la police italienne, qui cherche à les arrêter. Pini et Parmeggiani parviennent à s'enfuir après avoir engagé une fusillade avec la police. Pini rentre en France, tandis que Parmeggiani retourne au Royaume-Uni,.

#### Procès de Pini et débat sur le banditisme révolutionnaire
Pini est perquisitionné et arrêté le 18 juin 1889 par la police française et arrêté lorsqu'elle découvre chez lui du matériel de cambriolage et le résultat de nombreux vols. Il est ensuite mis en procès le 4 et 5 novembre 1889. Il est possible qu'il ait été dénoncé par Carlo Terzaghi. Lors de ce procès, il théorise la pratique de la reprise individuelle en soutenant quatre raisons : il s'agirait de résoudre les inégalités économiques directement par la force, terroriser les bourgeois, transmettre pédagogiquement les idées anarchistes sur la propriété et enfin préparer et inciter la population à se soulever pour mener la Révolution. Lors de ce procès, il soutient que l'ensemble de ses actes de banditisme sont politiques et qu'il considère le banditisme révolutionnaire comme la principale méthode pour mener à bien la révolution sociale. 
Son arrestation et son procès provoquent un débat important dans les milieux anarchistes sur la question de la légitimité du banditisme révolutionnaire, de l'illégalisme naissant et de la reprise individuelle. Si certains anarchistes sont d'accord avec l'idéologie développée par les Intransigeants, d'autres sont dubitatifs ou opposés. Ainsi, Francesco Saverio Merlino perçoit ces pratiques comme inutiles ou égoïstes - le faisant en s'interrogeant sur la réutilisation égoïste que certains illégalistes font du produit de leurs vols mais aussi en remettant en question l'aspect social de cette pratique ; mener une série d'actions individuelles et isolées ne pourrait pas mener à bien un changement sociétal qui devrait être mené à l'échelle du système entier. Pini est condamné à 20 ans de déportation au bagne, où il meurt après avoir tenté de s'évader avec Placide Schouppe,.

#### Poursuite et fin des activités
Alors que Pini est arrêté, Parmeggiani l'est aussi à Londres. L'Angleterre doit examiner si elle accepte la demande d'extradition faite par l'Italie pour le juger en raison de la tentative d'assassinat sur Ceretti. Ce dernier refuse de se déplacer pour identifier formellement l'anarchiste, ce qui pousse la justice britannique à refuser l'extradition et le libérer. Dans les années suivantes, il continue ses vols et rédige encore des publications anarchistes un certain temps, comme des textes où il critique les manifestations du 1er mai comme inutiles et rassurant la bourgeoisie. Il refuse aussi le terrorisme anarchiste de l'Ère des attentats (1892-1894) en lui opposant la reprise individuelle. Il écrit à ce propos :

« [S]i vous voulez quelque chose de plus qu'une révolution stérile, ressentez-vous la faible valeur du poignard et de la dynamite en comparaison avec l’arme de l’expropriation dont la nature nous a tous également dotés ? [...] C'est pourquoi nous disons : À bas vos discours insensés et vos discours mille fois répétés, et attaquez sans cesse, individuellement, la compréhension commune, la propriété sous toutes les formes où vous la trouvez, selon votre force et votre capacité. »

Cependant, Parmeggiani n'a pas le même rapport aux produits de ses vols que Pini et dans les années suivantes, il abandonne peu à peu le combat anarchiste, s'enrichit et est même accusé - ce qui est possible - d'être devenu un indicateur de la police britannique. Il rompt ensuite définitivement avec l'anarchisme.

## Postérité

### Naissance de l'illégalisme
Clément Duval - qui n'en est pas membre - et les Intransigeants sont à l'origine de la tendance anarchiste illégaliste à la fois pour des raisons théoriques comme pratiques. Ainsi, le groupe est considéré, au début des années 1890, comme la source d'une série d'organisations ou groupes illégalistes par la police française. La pratique de l'illégalisme se poursuit ensuite, en particulier dans le mouvement anarchiste en France, jusqu'à la bande à Bonnot,. 